# Tanaecia xiphiones
Tanaecia xiphiones är en fjärilsart som beskrevs av Butler 1868. Tanaecia xiphiones ingår i släktet Tanaecia och familjen praktfjärilar. Inga underarter finns listade i Catalogue of Life.